# Siboglinum veleronis
Siboglinum veleronis är en ringmaskart som beskrevs av Hartman 1961. Siboglinum veleronis ingår i släktet Siboglinum och familjen skäggmaskar. Inga underarter finns listade i Catalogue of Life.